# Chiesa di San Lorenzo Martire (Nogarole Rocca)
La chiesa di San Lorenzo Martire è la parrocchiale di Nogarole Rocca, in provincia e diocesi di Verona; fa parte della vicariato di Villafranca-Valeggio.

## Storia
La prima citazione d'una cappella a Nogarole Rocca risale al 1339 ed è da ricercare nel testamento di Bailardino Nogarola, che lasciò alla sua dipartita 25 lire perché venisse costruita una nuova chiesa.

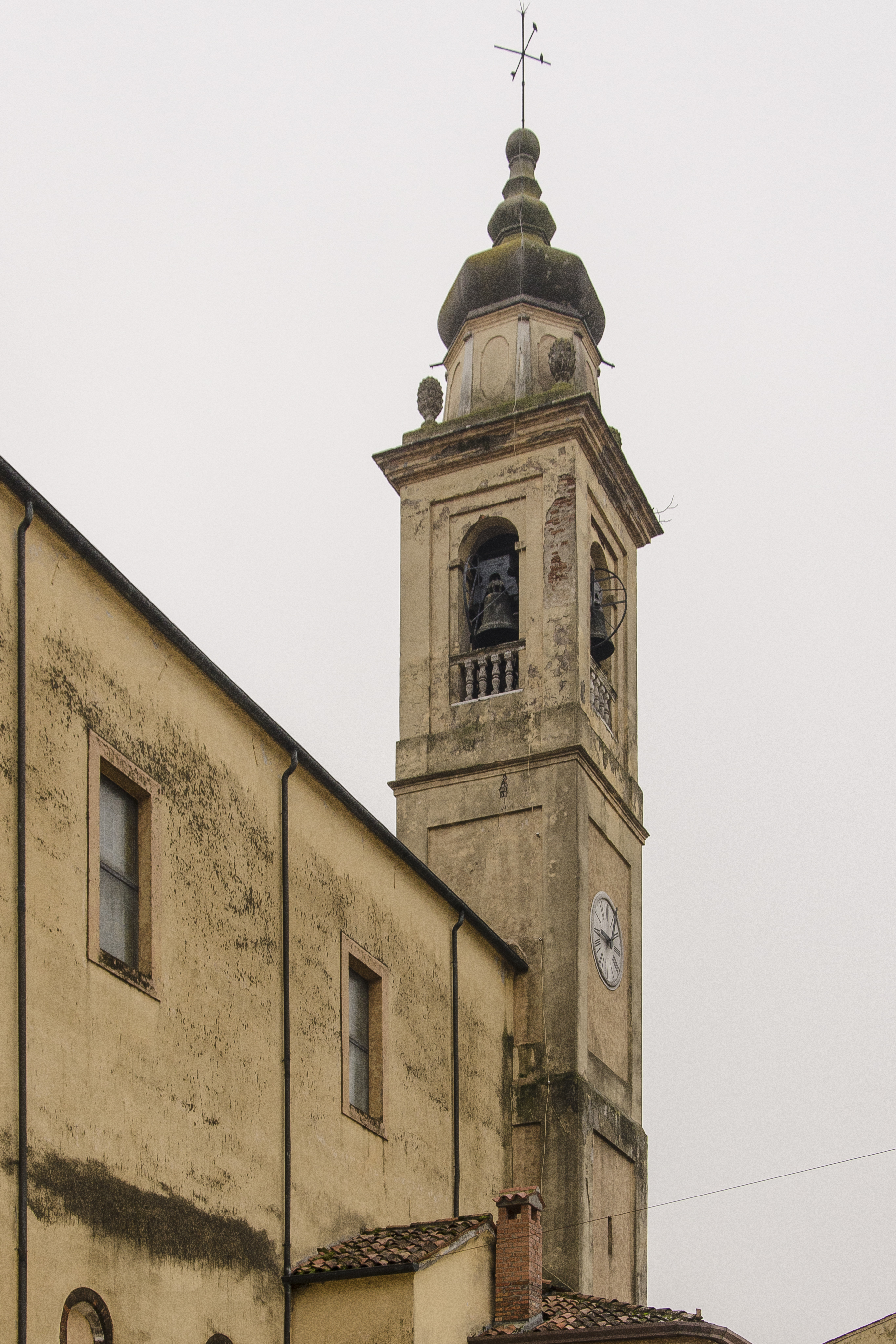
Il campanile

Nel testamento di Pasquale da Parma del 1452 e in quello di Gregorio Bevilacqua Lazise del 1463 risultava che la chiesa fosse una pieve; tale situazione fu testimoniata nel 1526 anche dal vescovo ausiliare Antonio Beccari, che la citò come ecclesia plebis Sancti Laurentii de Nogarollis, mentre nel 1530 il vescovo Gian Matteo Giberti la menzionò come plebs noncupata.
Sempre nel Cinquecento la chiesa risultava versare in pessime condizioni, venendo descritta come tutta sotto sopra, piccola, scoperta, senza pavimento et fornimento alcuno de altare, ove sembrava el campanil la ruinasse; così, venne completamente restaurata per volere dell'allora parroco don Francesco Rebellini, che resse la cura d'anime nogarolese tra gli anni trenta e cinquanta del XVI secolo.
Nel 1729 iniziarono i lavori di costruzione della nuova parrocchiale, voluta da don Giovanni Fantasia; l'edificio fu portato a termine nel 1755 e in quello stesso periodo venne anche ricostruito il campanile.
 La consacrazione fu impartita dal vescovo di Verona Nicolò Antonio Giustinian il 28 maggio 1770.

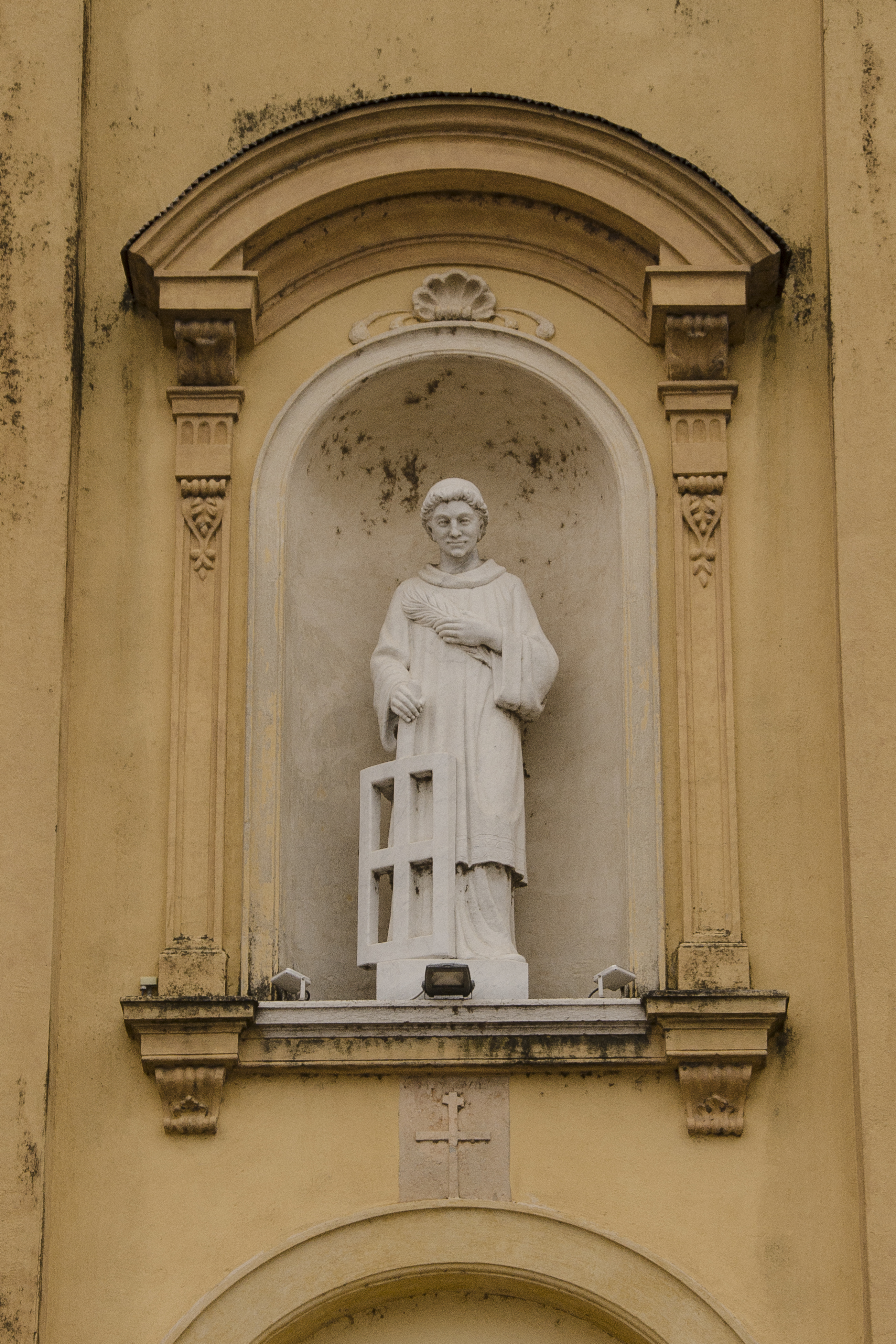
Particolare della facciata

Nel 1901 venne rialzata la torre campanaria e tra il 1942 e il 1943 l'interno dell'edificio fu rifatto e decorato; nel 2010 il campanile fu interessato da un restauro, condotto su disegno dell'architetto Paolo Giacomelli.

## Descrizione

### Facciata
La facciata della chiesa, che è intonacata, è a capanna ed è tripartita da quattro paraste d'ordine tuscanico, sopra le quali si impostano la trabeazione e il timpano di forma triangolare; nella parte centrale s'apre il portale d'ingresso, sovrastato da una lunetta e da una nicchia ospitante una statua avente come soggetto San Lorenzo Martire.

### Interno
L'interno si compone di un'unica navata, sulla quale si affacciano due cappellette laterali introdotte da archi a tutto sesto e le cui pareti sono scandite da lesene dotate di capitelli compositi sorreggenti la trabeazione sopra la quale l'imposta la volta a botte; al termine dell'aula vi è il presbiterio, sopraelevato di un gradino e chiuso dall'abside di forma poligonale.
Opere di pregio qui conservate sono la tela cinquecentesca raffigurante il Redentore, eseguita dal veronese Domenico Brusasorzi, la pala avente come soggetto San Lorenzo che viene portato in Paradiso, risalente al 1783, e i dipinti ritraenti Cristo Re tra i Santi Lorenzo, Donato, Andrea Avellino e Leonardo, realizzati da Gaetano Miolato nei primi anni quaranta del Cinquecento.